# JSP Model 2
JSP Model 2 – jeden z modeli stosowany przy tworzeniu aplikacji internetowych z wykorzystaniem technologii JavaServer Pages.
W modelu tym żądanie od klienta jest przechwytywane przez serwlet, który pełni rolę kontrolera. Serwlet ten przetwarza żądanie i decyduje, do jakiej strony JSP je przekazać.
Zaletą tego modelu jest rozgraniczenie warstwy logiki biznesowej od warstwy prezentacji – wykorzystuje się do tego wzorzec MVC (Model-Widok-Kontroler). Dodatkowym atutem jest to, że istnieje jeden punkt wejścia do aplikacji, którym jest serwlet.